# Усвојење (кратки филм)
„Усвојење” је југословенски филм из 1978. године. Режирао га је Петар Креља који је написао и сценарио.

## Улоге
| Глумац             | Улога |
| ------------------ | ----- |
| Борис Бузанчић     |       |
| Хермина Пипинић    |       |
| Татјана Ивко       |       |
| Санда Лангерхолц   |       |
| Лела Маргитић      |       |
| Невенка Петрићевић |       |
| Андреа Сарић       |       |
| Ана Марија Шутеј   |       |